# Terunobu Fujimori

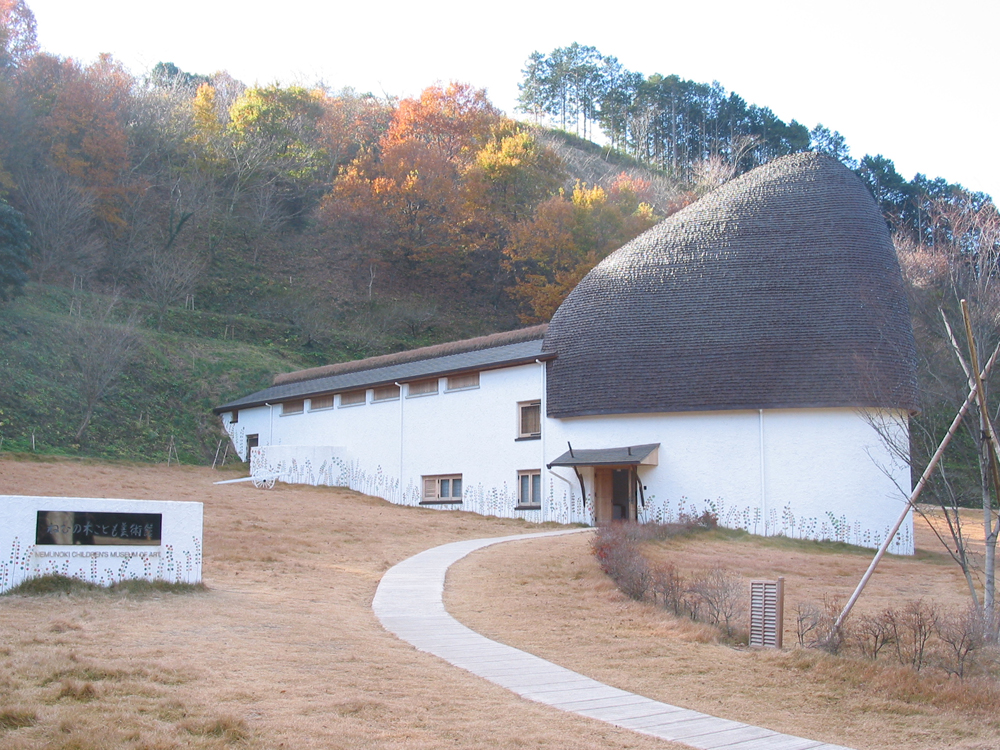
Museu Nemunoki, Kakegawa

Terunobu Fujimori (1946, Chino, Prefectura de Nagano, Japó) és un arquitecte japonès i professor emèrit d'història de les ciutats i de l'arquitectura a l'institut de ciència industrial de la Universitat de Tòquio.
Estudià a les Universitat de Tohoku. Inicialment es consagrà a la història de l'arquitectura, traduint texts cabdals sobre l'arquitectura europea moderna. No fora fins a l'any 1991 que va debutar com arquitecte amb el museu d'història Jinchokan Moriya. Altres projectes destacats són la casa Tanpopo (1995); la casa Nira (1997); el museu Akino Fuku (1997) a la ciutat de Tenryu; i la residència d'estudiants de l'escola agrícola de Kumamoto (2000).

## Premis i reconeixements
- Japan Grand Art Prix per la casa Nira.
- Premi al disseny de l'institut japonès d'arquitectura per la residència d'estudiants de l'escola agrícola de Kumamoto.[2]